# Von der Tann (1849)
Von der Tann — паровий 120 тонний канонерський човен, побудований на верфі Конраді у 1849 у Кілі для невеликого об'єднаного флоту двох герцогств Шлезвігу та Гольштейну. Був першим канонерським човном у світі, який рухався за допомогою гвинта.

## Історія
Під час Першої війни за Шлезвіг 1848—1850 років між Данією та двома герцогствами, флот Шлезвіга та Гольштейн складав три гребні пароплави з вітрилами, шхуни та 12 канонерських човнів, його завданням було захистити узбережжя від данських рейдів.

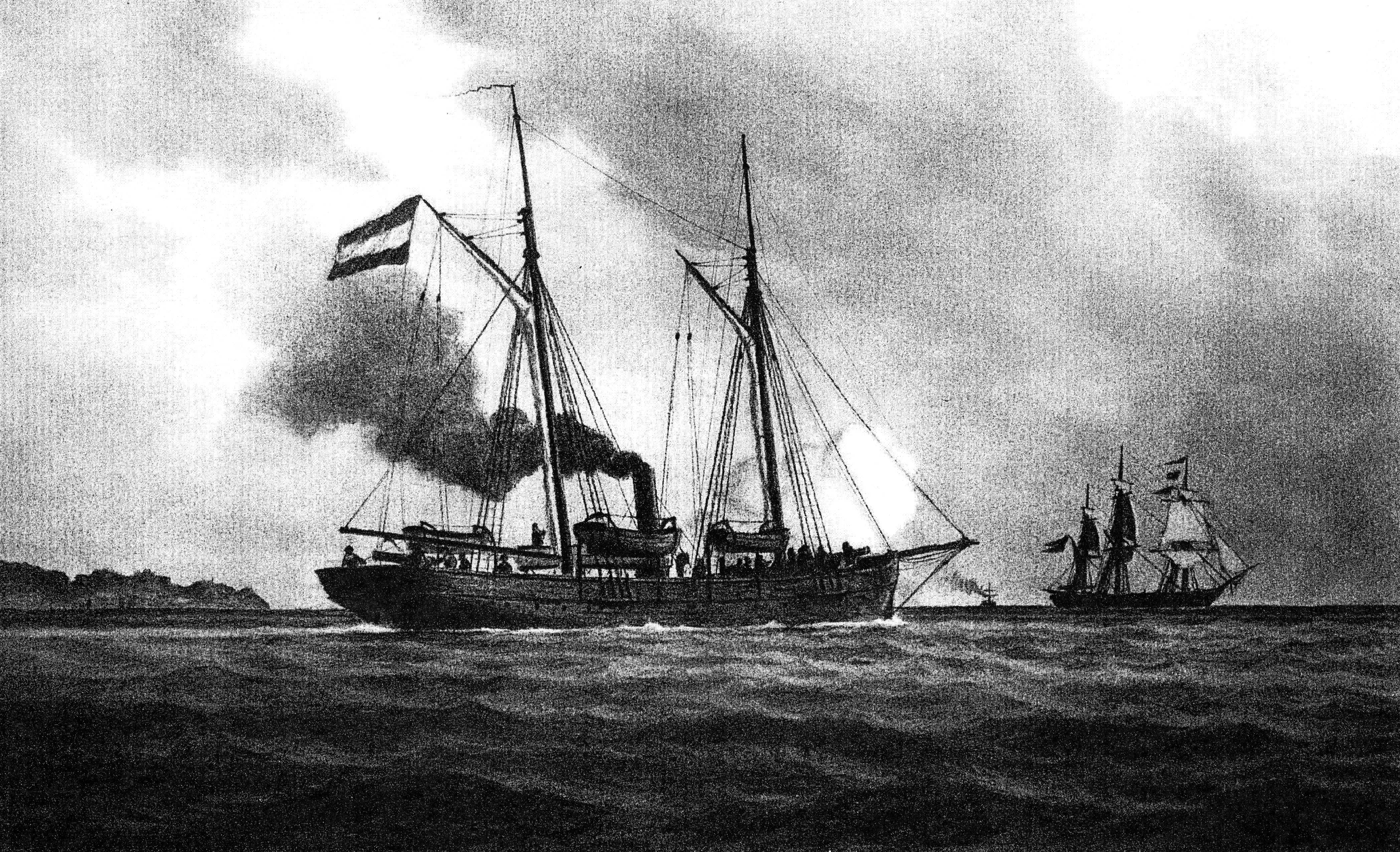
Von der Tann 1849. Картина Людера Аренхольда, 1891 рік

Von der Tann, який спочатку називався «Канонерський човнун № 1» був найсучаснішим з цих кораблів. Його паровий двигун, побудований Августом Ховальтом, на заводі Schweffel und Howaldt's у Кілі, давав 36 кінських сил і максимальну (за рахунок машини) шість вузлів. Корабель мав такелаж трьохмачтової шхуни, дуже висока труба розташовувалась за головною щоглою. Його озброєння складалося з двох 64-фунтових вертлюжних гармат на носі і кормі та чотирьох трьохфунтових гаубиць.

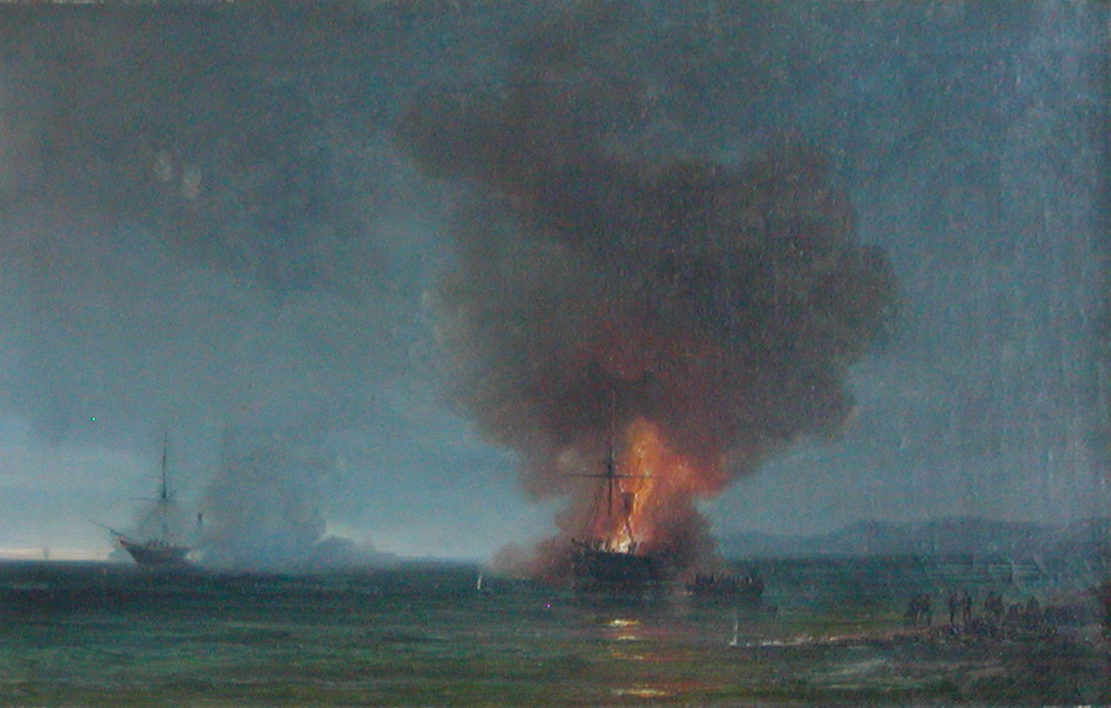
Вільгельм Мелбі (Vilhelm Melbye): Von der Tann на мілині поблизу Нойштадту (Hekla видно на задньому плані)

В ніч з 20 на 21 липня 1850, Фон дер Танн захопив данське вантажне судно у бухті Любека, але не отримав дозволу увійти з ним у нейтральний порт Травемюнде, який належав вільному ганзейському місту Любек. Коли Фон дер Танн спробував увійти в порт Нойштадт у Гольштейні, його атакували данські військові кораблі Heckla та Valkyren. У ході бою, що зав'язався, Фон дер Танн випадково сів на мілину неподалік аід гавані Нойштадту. Корабель був залишений екіпажем і підпалений, але пізніше його відремонтували та повернули до складу флоту. В 1853 році, після закінчення Першої війни Шлезвіга, Фон дер Танн був захоплений данським флотом і перейменований на Støren. Його списали та здали на злам у 1862 році. Двигун був встановлений на канонерський човен Hauch.

## Спадщина
Модель та деякі фрагменти уламків експонуються в музеї Остольштайн у Нойштадті.
Піжзніше аналогічне ім'я отримав лінійний крейсер SMS Von der Tann. Обидва кораблі були названі на честь баварського генерала Людвіга фон дер Танна, який ще молодим офіцером організував та керував ополченням Шлезвігу.